# Zemeros javanus
Zemeros javanus är en fjärilsart som beskrevs av Moore 1902. Zemeros javanus ingår i släktet Zemeros och familjen Riodinidae. Inga underarter finns listade i Catalogue of Life.